# Franziska Bennemann
Franziska Bennemann, geb. Franziska Marie Therese Stellmacher (* 30. Mai 1905 in Hermsdorf, Provinz Brandenburg; † 26. August 1986 in Braunschweig) war eine aus der Emigration in England zurückgekehrte  Politikerin der SPD und von 1953 bis 1961 Mitglied des Deutschen Bundestages (MdB).

## Leben

### Kindheit und Jugend
Franziska Stellmacher wuchs in einem Hannoveraner Hinterhofmilieu auf. Sie war das älteste von drei Kindern einer Landarbeiterfamilie. 1908 zogen ihre Eltern von dem ostelbischen Landgut, wo Vater und Mutter für den Gutsbesitzer harte Arbeit leisteten, nach Hannover-Linden, einem Industrie-Vorort, auch die Großmutter. Von ihr wurde sie hauptsächlich erzogen. Der Vater arbeitete nun als Hilfsarbeiter in einer Kesselschmiede, wurde Gewerkschaftsmitglied und trat der SPD bei. Während des Ersten Weltkrieges wurde der überzeugte Pazifist an der Front seelisch krank, musste in die Heilanstalt, und war zeitlebens arbeitsunfähig. Arbeitslosenunterstützung gab es nicht. Die Familie lebte vom Lohn der Mutter als Waschfrau. Stellmacher war eine gute Schülerin, musste jedoch mit 14 Jahren Geld verdienen. Sie wurde Freidenkerin und 1919 Mitglied der Gewerkschaft der Nahrungsmittel- und Getränkearbeiter, deren Ortsvorsitzende sie zwischen 1921 und 1925 war. Sie verbrachte viel Energie damit, die Arbeiterinnen gewerkschaftlich zu organisieren und für ihre Rechte zu kämpfen.

### Internationaler Sozialistischer Kampfbund
Sie trat 1923 der SPD bei und war auch in der sozialistischen Jugendbewegung und in der Gewerkschaft aktiv. Eine Lehrerin, der Berufsschule, die auf die wissbegierige Schülerin aufmerksam wurde stellte den Kontakt zum Landerziehungsheim Walkemühle bei Melsungen in der Nähe von Kassel und zu dem Göttinger Philosophen Leonard Nelson her. Nelson hatte sowohl die Walkemühle, als auch 1917 den Internationalen Sozialistischen Jugendbund IJB gegründet. Das war der Beginn von ihrer politischer Laufbahn. Bei ihrer Arbeit als Helferin im Erziehungsheim fiel sie Minna Specht, der Leiterin der Walkemühle auf. Auf deren Anregung nahm sie an einem dreijährigen Ausbildungskurs für junge Arbeiterinnen teil, die bis dahin keine Ausbildung machen konnten. Die IJB Mitglieder sollten gleichzeitig einer sozialistischen Partei angehören. Nach der Auflösung der USPD war das die SPD oder KPD. Gemeinsam mit anderen Schülern unterstützte sie die Ziele des IJB und wurde zur überzeugten Sozialistin. Nach dem Unvereinbarkeitsbeschluss des SPD-Parteivorstandes 1925 und dem Ausschluss des IJB aus der KPD 1922 entschloss sich Leonhard Nelson, den Internationalen Sozialistischen Kampfbund (ISK) als selbstständige Partei zu gründen. Seit 1926 gehörte sie zusätzlich dem Internationalen Sozialistischen Kampfbund (ISK) an. In dem Landerziehungsheim Walkemühle studierte sie von 1925 bis 1929 Volkswirtschaftslehre bei Hellmuth Rauschenplat (später Fritz Eberhard) und Naturwissenschaften und Philosophie bei Gustav Heckmann und Minna Specht. Hier lernte sie auch ihren späteren Ehemann Otto Bennemann kennen.
Nach Ende der Studien in der Walkemühle kam sie 1929 nach Braunschweig, um dort die Lehren in die politische Praxis umzusetzen. Sie lebte und arbeitete mit anderen ISK-Mitgliedern zusammen, zu denen auch Otto Bennemann gehörte. Sie leitete eine Kinder- und eine Jugendgruppe des ISK in Wolfenbüttel und diskutierte abends mit der Wohngemeinschaft WG über alternative Formen von Leben und Arbeit. 1930, nachdem die Nationalsozialisten in das Braunschweiger Rathaus eingezogen waren, und die WG bereits überwacht wurde, übernahm sie eine Wohnung im sozialistischen Bebelhof, richtete dort ein politisches Zentrum für die ISK-Arbeit ein und einen Mittagstisch für erwerbslose Jugendliche. Bald wurde auch die Arbeit im Bebelhof durch die Nationalsozialisten überwacht, die Wohnung musste aufgegeben werden. Sie fand eine Arbeit als Fabrikarbeiterin bei der Firma Foto-Optik Voigtländer und war nun im Deutschen Metallarbeiterverband (DMV) und wurde Vertrauensfrau.

### Widerstand im Nationalsozialismus und Emigration
Im Oktober 1934 hat sie ihren langjährigen Lebenspartner Otto Bennemann geheiratet. Nach der Machtergreifung der Nationalsozialisten beteiligten sich beide an illegalen politischen Aktivitäten des ISK. Otto Bennemann emigrierte 1938 über die Schweiz nach England. Franziska Bennemann folgte ihrem Mann 1939 „über einen Anstellungsvertrag als Diätköchin in die Emigration nach England. Beide haben in England in verschiedenen Aufgabenbereichen gearbeitet, u. a. in der Landwirtschaft, Franziska als Haushaltshilfe, Otto zuletzt als Kalkulator in der Londoner Niederlassung einer schwedischen Firma.“ Während Franziska Bennemann in England bleiben konnte und dort von 1939 bis 1946 als Technische Zeichnerin arbeitete, wurde ihr Mann als Enemy Alien interniert und nach Australien deportiert. Als er 1942 aus Australien zurückkehren konnte, hatte Franziska Bennemann bereits dafür gesorgt, dass er seit 1941, also noch als Internierter, mit einer Ausnahmegenehmigung Mitglied im sich neu formierenden Zusammenschluss des Trade Union Centre for German Workers in Great Britain geworden war.

### Bundesrepublik und Bundestag
Franziska Bennemann war nach ihrer Rückkehr aus der Emigration wieder gewerkschaftlich und parteipolitisch aktiv. Der durch die Nationalsozialisten verbotene ISK hatte im Dezember 1945 seine Auflösung beschlossen und seinen Mitgliedern empfohlen, in die SPD einzutreten. Das tat auch Franziska Bennemann. Zwischen 1950 und 1953 wurde sie Vorstandsmitglied des Unterbezirks in Braunschweig. Von 1947 bis 1950 arbeitete sie für die Frauengruppe der Gewerkschaften in Braunschweig, und von 1953 bis 1961 war sie für zwei Legislaturperioden über die Landesliste Niedersachsen der SPD Mitglied des Deutschen Bundestages. Während ihrer Zeit im Bundestag war sie wesentlich an der Ausformulierung der Sozialgesetzgebung und des Sozialhilfegesetzes (SHG) sowie des Tuberkulosen-Hilfsgesetzes beteiligt.

## Ehrungen
Nach ihr und ihrem Ehemann sind die Otto-und-Franziska-Bennemann-Stiftung und die Bennemannstraße im Östlichen Ringgebiet in Braunschweig benannt.

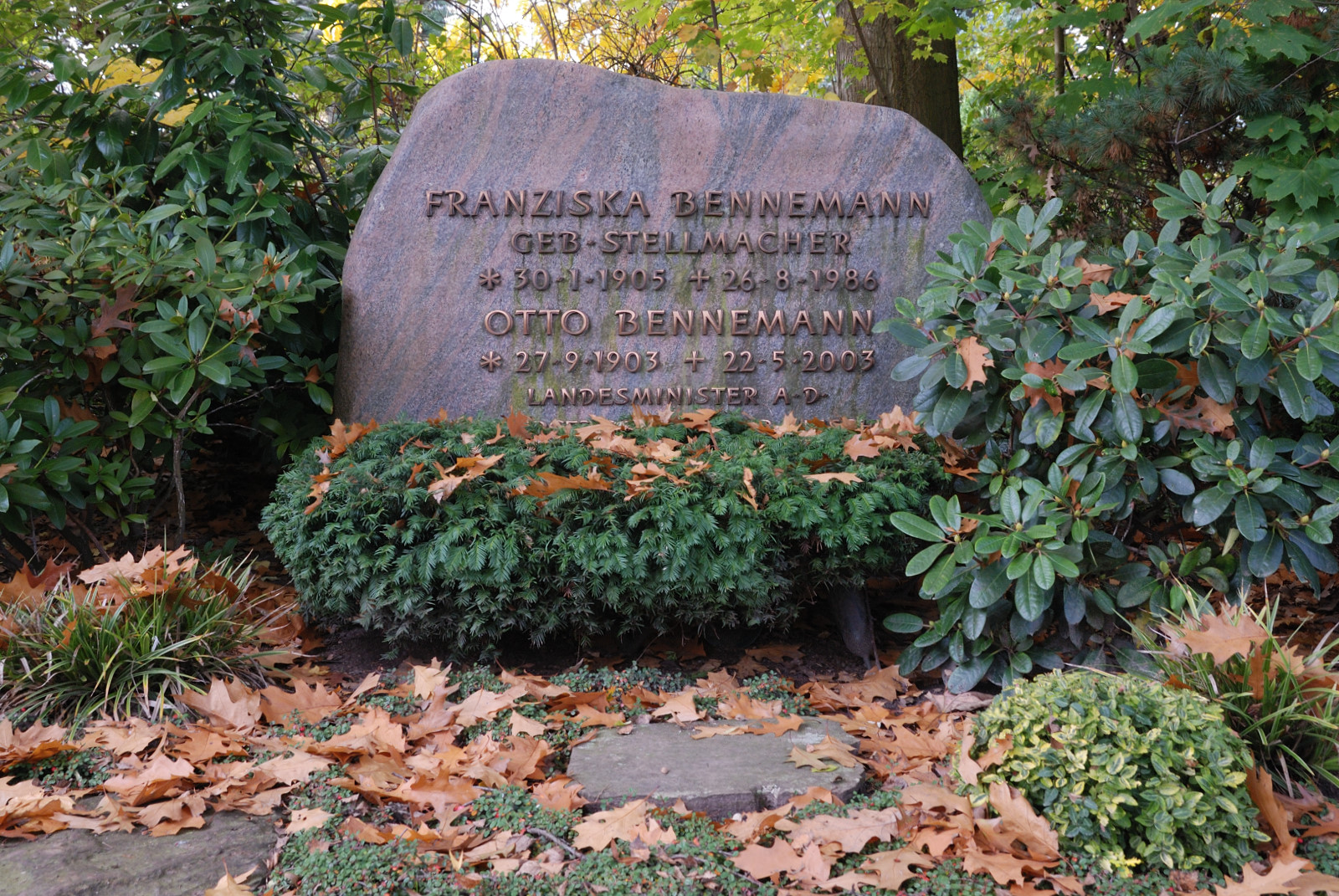
Grab von Franziska und Otto Bennemann auf dem Stadtfriedhof in Braunschweig